# Timothée Kolodziejczak
Timothée „Kolo“ Kolodziejczak (* 1. Oktober 1991 in Avion oder Arras, Département Pas-de-Calais) ist ein französisch-polnischer Fußballspieler.

## Karriere

### Verein
Kolodziejczak begann mit dem Fußballspielen im Februar des Jahres 1999, als er dem US Saint-Maurice Loos en Gohelle beitrat. Ein halbes Jahr später ging er zum Club Sportif Avionnais. Dort spielte er eine Spielzeit und ging zur Jugend vom RC Lens.
Zur Saison 2008/09 wurde Kolodziejczak von RC Lens auf Leihbasis ablösefrei an Olympique Lyon transferiert. In Lyon pendelte er zwischen Reserve- und Profimannschaft. Sein Profidebüt gab er am 22. November 2008 am 15. Spieltag im Spiel gegen Paris Saint-Germain, als er in der 12. Minute für Anthony Réveillère eingewechselt wurde. Zur Saison 2009/10 wurde er von Lyon gekauft. Am 29. September 2009 gab Kolodziejczak sein Europapokaldebüt im Gruppenspiel der UEFA Champions League gegen den VSC Debrecen, in dem in der 78. Minute für Aly Cissokho eingewechselt wurde. In der Liga kam er nur auf zwei Einsätze. In der Folgesaison kam Kolodziejczak zu acht Einsätzen in der Ligue 1 und zu einem Einsatz in der Champions League. Im August 2014 wechselte Kolodziejczak zum FC Sevilla und gewann mit der Mannschaft 2015 und 2016 die Europa League. Für den FC Sevilla absolvierte er 52 Spiele in der Primera División.
Anfang Januar 2017 wurde er vom Bundesligisten Borussia Mönchengladbach verpflichtet, bei dem er einen bis Juni 2021 laufenden Vertrag erhielt. Dort konnte er sich allerdings nicht durchsetzen und kam nur auf einen Bundesligaeinsatz. Anfang September 2017 wechselte Kolodziejczak nach Mexiko zu UANL Tigres.
Nach einer Saison wurde er im Sommer 2018 für die nächsten beiden Spielzeiten an die AS Saint-Étienne ausgeliehen. Nach dem Ende der Leihzeit wurde er von seinem Verein im Sommer 2020 fest verpflichtet. Nach Auslaufen seines Vertrages im Sommer 2022 wurde er zunächst vereinslos, bis er sich im Oktober 2022 dem FC Schalke 04 anschloss.

### Nationalmannschaft
Kolodziejczak kam einmal für die U-16 (kein Treffer), 15-mal für die U-17 (ein Treffer) und sechsmal für die U-18 zum Einsatz.
Sein Debüt für die U-19 gab Kolodziejczak am 9. September 2009 bei der 2:4-Niederlage gegen die Altersgenossen aus den Niederlanden. Dort wurde er in der 63. Minute für Yannis Tafer eingewechselt. Mit der U-19 nahm er an der U-19-Fußball-Europameisterschaft 2010 in Frankreich teil und kam in allen Spielen der Franzosen zum Einsatz. Mit einem 2:1-Finalsieg am 30. Juli 2010 gegen Spanien wurde das Turnier gewonnen. Für Kolodziejczak war das Finalspiel auch das letzte Spiel für die U-19. Er spielte insgesamt elfmal für die U-19.
Am 7. Oktober 2010 machte er gegen Portugal (3:3) sein erstes von 15 Spielen für die U-20 der Franzosen.
Kolodziejczak betonte, in Zukunft gerne für die polnische Nationalmannschaft spielen zu wollen.

## Erfolge
- UEFA Europa League: 2015, 2016

## Persönliches
Kolodziejczak besitzt die doppelte Staatsbürgerschaft (die französische und polnische). Sein Vater ist aus Polen und seine Mutter stammt von der französischen Karibikinsel Martinique.